# Запамтите
„Запамтите” је југословенска телевизијска серија снимљена 1977. године у продукцији Телевизије Београд.

## Улоге
| Глумац            | Улога |
| ----------------- | ----- |
| Весна Пећанац     |       |
| Зоран Радмиловић  |       |
| Јелица Сретеновић |       |
| Бора Тодоровић    |       |
| Аљоша Вучковић    |       |

Комплетна ТВ екипа  ▼
| Редитељ    | Жељко Белић |
| Сценариста | Јовица Шего |